# اسکای انگکور ایرلاینز
اسکای انگکور ایرلاینز (به انگلیسی: Sky Angkor Airlines) یک شرکت هواپیمایی با کد یاتا ZA است که در تاریخ ۱ ژوئن ۲۰۱۱ میلادی تأسیس شده و در تاریخ ۱۳ ژوئن ۲۰۱۱ فعالیتش را آغاز کرده‌است. دفتر مرکزی اسکای انگکور ایرلاینز در سیه‌م رئاپ، کامبوج واقع شده‌است و قطب این شرکت هواپیمایی در فرودگاه بین‌المللی سیم ریپ قرار دارد و به ۳ مقصد، پرواز انجام می‌دهد.

## مقصدهای پروازی
- کامبوج
  - سیم ریپ (فرودگاه بین‌المللی سیم ریپ) قطب
- چین
  - شیامن – فرودگاه بین‌المللی زیامن گائوچی چارتر
- سنگاپور
  - سنگاپور - فرودگاه چانگی سنگاپور
- کره جنوبی
  - بوسان (فرودگاه بین‌المللی گیمهی)
  - دئگو (فرودگاه بین‌المللی دئگو) چارتر
  - سئول (فرودگاه بین‌المللی اینچئون)
- ویتنام
  - هانوی (فرودگاه بین‌المللی نوا به)